# Sunrise Flacq United SC
Sunrise Flacq United FC – maurytyjski klub piłkarski z siedzibą w mieście Centre de Flacq, działający w latach 1948–200,  grający niegdyś w pierwszej lidze maurytyjskiej.

## Sukcesy
- I liga[1]:
  - mistrzostwo (8): 1987, 1989, 1990, 1991, 1992, 1995, 1996, 1997.

- Puchar Mauritiusa[2]:
  - zwycięstwo (5): 1985, 1987, 1992, 1993, 1996.

- Puchar Republiki Maurytyjskiej[2]:
  - zwycięstwo (7): 1990, 1992, 1993, 1994, 1996, 1997, 1998.

## Występy w afrykańskich pucharach
| Sezon | Rozgrywki       | Runda   | Kraj       | Klub                        | Dom | Wyjazd | Dwumecz |
| ----- | --------------- | ------- | ---------- | --------------------------- | --- | ------ | ------- |
| 1988  | Puchar Mistrzów | wstępna | Lesotho    | Lesotho Defence Force FC    | 3–0 | 0–2    | 3–2     |
| 1988  | Puchar Mistrzów | 1       | Zimbabwe   | Black Rhinos FC             | 2–1 | 2–2    | 4–3     |
| 1988  | Puchar Mistrzów | 2       | Mozambik   | CD Matchedje de Maputo      | 2–0 | 1–5    | 3–5     |
| 1990  | Puchar Mistrzów | wstępna | Madagaskar | AS Sotema                   | 4–1 | 0–2    | 4–3     |
| 1990  | Puchar Mistrzów | 1       | Kenia      | AFC Leopards                | 0–3 | 1–1    | 1–4     |
| 1991  | Puchar Mistrzów | 1       | Eswatini   | Denver Sundowns FC          | 6–0 | 1–2    | 7–2     |
| 1991  | Puchar Mistrzów | 2       | Zambia     | Nkana Red Devils            | 2–0 | 1–4    | 3–4     |
| 1992  | Puchar Mistrzów | 1       | Madagaskar | AS Sotema                   | 2–3 | 1–0    | 3–3     |
| 1993  | Puchar Mistrzów | wstępna | Lesotho    | Matlama FC                  | 3–1 | 1–2    | 4–3     |
| 1993  | Puchar Mistrzów | 1       | Sudan      | Al-Hilal Omdurman           | 2–0 | 1–0    | 3–0     |
| 1993  | Puchar Mistrzów | 2       | Zambia     | Nkana Red Devils            | 1–1 | 0–0    | 1–1     |
| 1996  | Puchar Mistrzów | wstępna | Uganda     | Express FC                  | 3–1 | 0–1    | 3–2     |
| 1996  | Puchar Mistrzów | 1       | Egipt      | Zamalek SC                  | 2–1 | 1–3    | 3–4     |
| 1997  | Liga Mistrzów   | 1       | Reunion    | JS Saint-Pierroise          | 0–3 | 1–0    | 1–3     |
| 1998  | Liga Mistrzów   | wstępna | Reunion    | SS Saint-Louisienne         | 1–0 | 2–1    | 3–1     |
| 1998  | Liga Mistrzów   | 1       | Mozambik   | Clube Ferroviário de Maputo | 0–0 | 0–4    | 0–4     |

## Stadion
Domowe mecze klub rozgrywał na stadionie o nazwie Augustine Vollaire Stadium w Centre de Flacq, który mógł pomieścić 4 tys. widzów.